# Vladimir Wiese
Vladimir Wiese, in russo Владимир Юльевич Визе? (Carskoe Selo, 21 febbraio o 5 marzo 1886 – Leningrado, 19 febbraio 1954), è stato un esploratore e oceanografo russo, di origine tedesca che ha dedicato la sua vita allo studio della banchisa artica.

## Biografia
Vladimir, il cui nome in tedesco era Wladimir Juljewitsch Wiese, aveva fatto i suoi studi superiori a Carskoe Selo, e li aveva proseguiti a all'università di San Pietroburgo e poi all'università di Göttingen.
Nel 1912-14, aveva preso parte alla spedizione di Georgij Sedov sulla goletta San Foka, che lasciò Arcangelo nell'agosto del 1912 diretta alla Novaja Zemlja e alla Terra di Francesco Giuseppe. Aveva poi partecipato a spedizioni su varie navi rompighiaccio: nel 1921-1922 sulla Tajmyr; nel 1924, 1928 e 1931 sulla  Malygin; ed era stato supervisore sulla Georgij Sedov (1930), la A. Sibirjakov (1932) e la Litke (1934).
Nel 1924 Wiese aveva attentamente studiato i dati forniti dal capitano Albanov circa la deriva della Sant'Anna sulla banchisa del mare di Kara. Albanov era uno dei due soli sopravvissuti alla sfortunata spedizione di Georgij Brusilov, salvato dal tempestivo arrivo della goletta Svjatoj Foka di Sedov. Wiese aveva rilevato una strana deviazione del percorso della deriva della nave e aveva di conseguenza ritenuto che la deviazione fosse stata causata dalla presenza di un'isola sconosciuta, le cui coordinate fu in grado di calcolare con precisione grazie ai dati di Albanov. L'isola fu in seguito scoperta e chiamata isola di Wiese.
Wiese è stato membro dell'Accademia russa delle scienze, dell'Istituto artico sovietico; direttore del dipartimento di oceanologia dell'Università di Leningrado (1945-1954) e un'autorità nel campo dell'oceanografia polare.

## Onorificenze e luoghi dedicati
Wiese è stato insignito con:
- Premio Stalin (1946).
- Ordine di Lenin (per due volte)
- Ordine della Bandiera rossa del lavoro

Il nome di Wiese è legato a:
- L'isola di Wiese che si trova isolata nel mare di Kara.
- Il capo Wiese  (мыс Визе), la punta settentrionale dell'isola di Brady (80°19′58″N 55°22′55″E) nella Terra di Francesco Giuseppe.
- La baia Wiese (бухта Визе), sulla costa orientale dell'isola Južnyj 75°05′01″N 60°34′33″E[3] (Novaja Zemlja).
- Il capo Wiese (мыс Визе) e il ghiacciaio Wiese (ледник Визе, 76°24′03″N 65°09′01″E), sulla costa nord-occidentale[4] della stessa isola.
- Il ghiacciaio Wiese (ледник Визе) sull'isola di Greely (Terra di Zichy).
- La nave idrografica Professor Wiese (Профессор Визе), un peschereccio in legno a motore e a vela costruita nel 1937; e la nave di ricerca Professor Wiese, una nave per le ricerche artiche e antartiche, entrata in funzione nel 1967.

## Galleria d'immagini

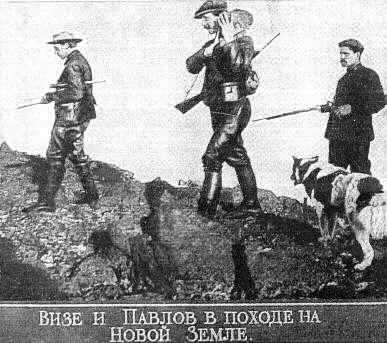
Wiese e Pavlov sulla Novaja Zemlja
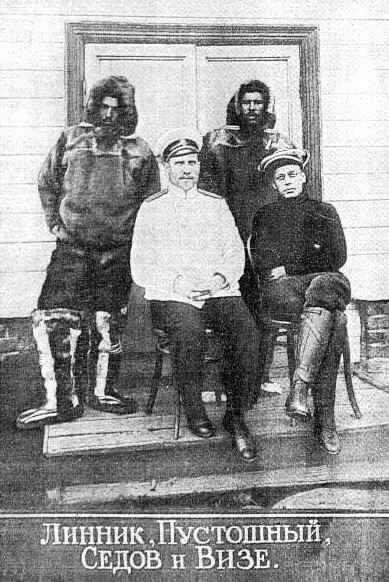
Sedov e Wiese (seduti)
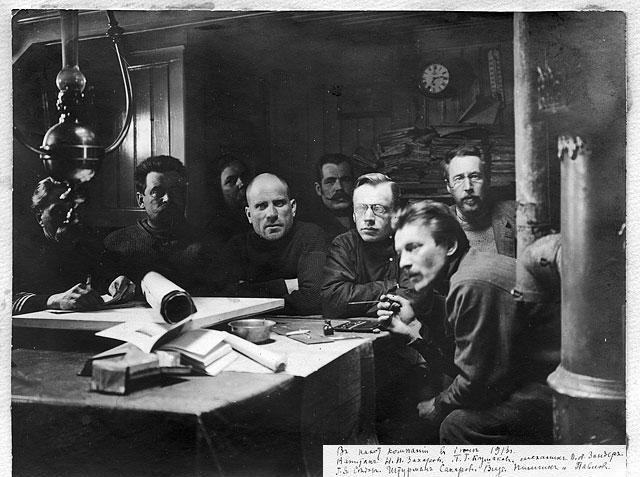
L'equipaggio di Sedov nel quadrato della San Foca (Vize è il terzo da destra).